# Usine-pensionnat Girodon
Pour les articles homonymes, voir Girodon.
L'usine-pensionnat Girodon est une ancienne usine associée à un pensionnat accueillant les ouvrières des soieries Girodon. Située sur le territoire de la commune de Saint-Siméon-de-Bressieux dans le département de l'Isère, elle a été édifiée entre 1873 et 1875. Le site est inscrit au titre des monuments historiques par arrêté du 17 juillet 1990.

## Histoire
La construction de la manufacture Girodon à Saint-Siméon-de-Bressieux s’inscrit dans le cadre du déplacement des fabriques de soie lyonnaise dans le département de l'Isère et plus précisément dans un triangle formé par les agglomérations de Voiron, de Rives et de Tullins, toutes positionnées au nord de Grenoble, après 1825.
Le 10 juin 1870, les manufacturiers Girodon achètent le terrain et le moulin Desplagnes dans le village de Saint-Siméon-de-Bressieux. En 1872, un arrêté préfectoral les autorise à construire une usine de tissage de soie au bord du ruisseau de Baize et les bâtiments sont édifiés entre 1873 et 1875 sur les plans d'un architecte dont le nom n'est pas connu. Cette cité-pensionnat comprend un bâtiment avec des logements destinées aux des ouvrières construit en pisé en 1875. Cet internat est attenant à l’usine ce qui oblige les ouvrières à rester sur le site.
En 1874, la manufacture emploie 350 employés, puis 1885, le nombre est passé à 973 employés dont 800 ouvrières. Une diminution s’amorce à partir de 1914 avec 800 ouvriers, puis, le déclin se confirme avec 160 employés en 1929. L’usine ferme en 1934. En juillet 1942, l’ensemble des bâtiments sont achetés par le constructeur automobile Peugeot. En 1987, les bâtiments deviennent la propriété du groupe Sachs et Huret pour l’usine qui poursuit la production de transmissions mécaniques. 
Le site est inscrit au titre des monuments historiques par arrêté (usine et cité ouvrière) du 17 juillet 1990, en tant que « témoin exceptionnel de la mise en œuvre de la terre crue pour la construction de la cité et comme remarquable exemple vertical et horizontal pour ce type de fabrique ».

## Description
L'usine et son internat est un exemple de l'architecture industrielle du XIXe siècle qui emploie le verre, le métal, la brique de terre cuite et la terre crue. Le pensionnat qui hébergeait les ouvrières durant la semaine est construit selon la technique du pisé dont l'emploi était courant dans la région à l'époque. Propriété privée, non ouvert aux visiteurs mais Il est néanmoins possible d'observer une grande partie cette infrastructure, dont la verrière, depuis la Grande-rue de Saint-Siméon-de-Bressieux,.

## Visites
Il s'agit d'un lieu privé fermé aux visites. Toutefois, le 16 juillet 2024, l’office de tourisme local a pu proposer une visite unique guidée par Gérard Duchaine. 